# Hellmuth Buck
Albert Otto Hellmuth Buck, auch Helmuth Buck, (* 5. Januar 1892 in Düren; † 14. März 1983 in Lauffen am Neckar) war ein deutscher Konservator und nationalsozialistischer Funktionär.

## Leben
Nach dem Abitur am Gymnasium ließ sich Hellmuth Buck zum Präparator an der Tierärztlichen Hochschule sowie an der Kunstgewerbeschule ausbilden. 1912 erhielt er eine Anstellung als Präparator am Zoologischen Institut der Universität Leipzig. Bei Ausbruch des Ersten Weltkrieges meldete sich Hellmuth Buck als Kriegsfreiwilliger. Er wurde an der Westfront eingesetzt, wo er 1916 in Gefangenschaft geriet. Im November 1919 wurde er aus der Kriegsgefangenschaft entlassen und kehrte an das Zoologische Institut nach Leipzig zurück.
1923 eröffnete Hellmuth Buck in Leipzig eine Lehrmittelwerkstatt, in der er Tierpräparate aus eigener Herstellung anbot. Dadurch wurde u. a. der Direktor der Museen für Tierkunde und Völkerkunde in Dresden, Arnold Jacobi, auf ihn aufmerksam. Jacobi vermittelte ihm im Mai 1928 eine Anstellung als Präparator bei den Dresdner Museen für Tierkunde und Völkerkunde. In Dresden nahm er sich in der Chemnitzer Straße 89 eine Wohnung.
Zum 1. Mai 1930 trat Hellmuth Buck der NSDAP bei (Mitgliedsnummer 236.648) und betätigte sich sehr aktiv, er wurde u. a. Sektions- und Ortsgruppenleiter der NSDAP in Dresden-Plauen. Dadurch kam es auch zu Spannungen mit dem Museumsdirektor, der dienstliche Belange beeinträchtigt sah. Buck stellte die Parteiarbeit immer mehr in den Vordergrund, nahm an mehreren parteipolitischen Schulungen in Hammerleubsdorf und auf Schloss Friedrichsburg teil und wurde spätestens 1934 Kreisschulungsleiter der NSDAP. Auf Antrag erhielt er 1934 eine mehrmonatige Dienstbefreiung, um die Interimsleitung des Zoos Dresden zu übernehmen. Dessen Betreiberfirma, die Zoo-Aktiengesellschaft, war nach einer Intrige der Stadtverwaltung in Konkurs geraten, woraufhin der bisherige Zoodirektor Gustav Brandes zurückgetreten war. Hellmuth Buck sorgte nun für die Überführung des Zoos in das Eigentum der Stadt Dresden. Danach bewarb sich Hellmuth Buck erfolglos um die Stelle des Direktors der Museen für Tierkunde und Völkerkunde in Dresden. Im April 1936 wurde ihm von der NSDAP-Gauleitung Sachsen die Leitung von Lehrgängen aller Lehrer und Lehrkräfte an der Gauschule Hammerleubsdorf übertragen. Gleichzeitig war Buck auch als Gauredner tätig. Ab 1937 übernahm er dann die Leitung der Gauschule Hammerleubsdorf, die er bis 1940 innehatte. Vom Museumsdienst in Dresden war es deshalb beurlaubt worden.
Am 1. April 1940 erfolgte seine Anstellung als Konservator am Sächsischen Ministerium für Volksbildung, Referat Staatliche Sammlungen. Dort wurde er am 1. Oktober 1942 zum Inspektor ernannt. Nach dem Ende des Zweiten Krieges verließ er Dresden.